# Ponches-Estruval
Ponches-Estruval là một xã ở tỉnh Somme, vùng Hauts-de-France, Pháp.

## Địa lý
Thị trấn này tọa lạc trên đường D224, khoảng 16 dặm Anh về phía bắc của Abbeville, bên hai bờ sông Authie và gần giáp ranh với Pas-de-Calais.

## Dân số
| 1962                                                           | 1968 | 1975 | 1982 | 1990 | 1999 |
| -------------------------------------------------------------- | ---- | ---- | ---- | ---- | ---- |
| 166                                                            | 167  | 146  | 154  | 123  | 125  |
| Số liệu điều tra dân số từ năm 1962, dân số không tính hai lần |      |      |      |      |      |